# إنفراستروتوراش دي برتغال
البنية التحتية في البرتغال, أس أيه (أي بي) هي شركة مملوكة للدولة نتجت عن اندماج ريدي فيروفياريا ناسيونال (REFER) و إستراداس دي البرتغال (EP). وهي تدير البنية التحتية للسكك الحديدية والطرق البرتغالية.

## شبكات تابعة للشركة

### طرق
الطول الإجمالي اعتبارًا من يناير 2019: 15.253 كم
الطرق الرئيسية والطرق السريعة:
- جسر فالينسا الدولي ( IP1 متغير فالينسا )
- IC28 (بونتي دي ليما-بونتي دا برشلونة)
- VCI/IC23 (الطريق الدائري الداخلي في بورتو) مع جسري أرابيدا و فريسكو والوصول ( A20 )
- EN1/IC2 (بورتو لشبونة)
- فاريانت دي فيلار فورموسو (IP5)
- IP3 (كويمبرا-فيسيو)
- IC6 (IP3-تابوا)
- IC12 (سانتا كومبا داو-كاناس دي سنهوريم)
- A23 (قسم توريس نوفاس أبرانتيس)
- IP6 لا ألتو ألينتيخو (فراتيل-إيستريموز)
- IP6 (بينيش أوبيدوس)
- IC13 (بورتاليجري-ألتر دو تشاو)
- وصلات وملحقات سالجويرو مايا[الإنجليزية] ( IC 10 )
- إيكسو نورتي سول[الإنجليزية]
- IC16 (شعاعي دا بونتينها)
- CRIL/IC17 (الطريق الإقليمي الدائري لمدينة لشبونة)
- IC19 (شعاعي دي سينترا)
- IC22 (شعاعي أوديفيلاس)
- IC1 (قسم غراندولا-البوفيرا)
- IC27 (ألكوتيم-كاسترو ماريم)
- جسر غواديانا الدولي

### سكك حديدية
الطول الإجمالي اعتبارًا من يناير 2019: 2.562 كم

#### خطوط سكك حديدية
- لينها دو مينهو
- رامال دي براغا
- لينها دي غيماريش
- لينها دو دورو
- لينها دي ليكسويس
- لينها دو توا
- لينها دو نورتي
- لينها دو فوجا
- رامال دي افيرو
- لينها دا بيرا ألتا
- رامال دي الفاريلوس
- لينها دو أويستي
- رمال دي تومار
- رمال دا لوسا
- لينها دي فينداس نوفاس
- لينها دو ليشتي
- لينها دا بيرا بايكسا
- لينها دي سينتورا
- لينها دي سينترا
- لينها دي كاسكايس
- لينها دو ألينتيخو
- لينها دي إيفورا
- لينها دو سول
- لينها دو الغارف

#### خطوط جديدة
- خط ايفورا الجديد[الإنجليزية] قيد الإنشاء اعتبارًا من عام 2023.

#### محطات السكك الحديدية الرئيسية
- افيرو
- باريرو
- باجة
- براغا
- كايس دو سودري
- كاسكايس
- كويمبرا-ب
- كويمبرا
- إيفورا
- فارو
- فيغيريا دا فوز[الإنجليزية]
- جواردا
- غيماريش
- لاغوس
- لشبونة أورينتي
- لشبونة-سانتا أبولونيا
- لشبونة روسيو
- لشبونة-إنتريكامبوس
- بوسينيو
- بورتو ساو بينتو
- بورتو كامبانها
- ريغوا
- سيتوبال
- فيانا دو كاستيلو
- فيلا ريال دي سانتو أنطونيو

#### محطات حدودية (معابر حدودية)
- فالينسا
- فيلار فورموسو[الإنجليزية]
- إلفاس

#### محطات تقاطعات
- أبرانتيس
- الكانتارا تيرا
- الفاريلوس
- بيفوركاكاو دي لاريس[الإنجليزية]
- كازا برانكا[الإنجليزية]
- تقاطع طرق
- إرميسيندي
- لاماروزا
- لوسادو
- ميرا سينترا ميليكاس
- تسع
- بامبيلهوسا
- بينهال نوفو[الإنجليزية]
- الألحان

#### محطات قياس العدادات
- ميرانديلا
- إسبينيو فوجا[الإنجليزية]
- سيرنادا دو فوجا[الإنجليزية]
- أجويدا